# Le Conditionnel de variétés
Pistes de La Solitude
Dans les « Night »
Le Conditionnel de variétés est une chanson contestataire de Léo Ferré créée en 1971, parue sur l'album La Solitude, avec une orchestration du groupe rock Zoo.

## Histoire

### Naissance de la chanson
Le gouvernement décide le 13 mars 1970 la première saisie d'un journal français depuis des décennies, l'hebdomadaire  maoïste La Cause du peuple dont dix-huit numéros on déjà paru. Le 17 janvier 1970, ses vendeurs avaient déjà été appréhendés violemment par la police et le 22 mars 1970 son directeur Jean-Pierre Le Dantec arrêté et inculpé de provocations diverses. Les diffuseurs du journal demandent à Jean-Paul Sartre  d'assurer sa direction juridique pour en permettre la survie[réf. nécessaire] et le  11 avril 1970 , dans Le Monde, en pages "Libres opinions" , un article de Serge July, titré « Pour la cause du peuple » appelle à d'autres soutiens. Scandalisé par l'interdiction, Ferré écrit un texte, pressé par Jean-Luc Godard de composer une chanson pour dénoncer l'interdiction,. Il suggère "que le pays qui s'en prend à la liberté de la presse est un pays au bord du gouffre" et invite à lire le journal pour qu'il survive.
Alors qu'il assiste à la création de la chanson, l'écrivain Jean-Pierre Chabrol fait remarquer à Léo Ferré que tous les verbes sont au conditionnel et lui suggère de l'intituler « le conditionnel de variétés ».
Ferré explique par la suite dans une interview au magazine Rock & Folk : « Moi, quand j'ai su que Sartre descendait dans la rue pour vendre ce journal, j'ai trouvé ça formidable et je me suis dit : « Je lui téléphone et je vais vendre le canard avec lui. » Cela, parce que je suis un sensible, un passionné. Et puis j'ai compris qu'il ne fallait pas ; parce que si j'y allais ça serait mal pris. Lui non, mais moi, oui. Parce que, moi, je suis sur les planches. Alors je me suis dit que j'allais faire une chanson là-dessus et puis j'ai pensé que les gens allaient penser encore que... Et c'est pour cela que j'ai pris des précautions oratoires et que j'ai fait cette chanson au conditionnel... » 
En octobre 1971, il interprète la chanson sur la scène du théâtre de Bobino. A l'entracte, des militants vendent La Cause du peuple dans la salle .

## Forme
Léo Ferré démarre par une mise en garde liminaire : « Je ne suis qu'un artiste de Variétés et ne peux rien dire qui ne puisse être dit “de variétés”, car on pourrait me reprocher de parler de choses qui ne me regardent pas. » Puis il chante son anarchisme et sa colère haut et fort dans cette chanson-tract où il évoque le travail en usine, l'impunité des élites, la fausse justice et l'atteinte à la liberté de la presse. Les  prétéritions successives sont éloquentes (« Comme si je vous disais que les cadences chez Renault sont exténuantes / Comme si je vous disais que les cadences exténuent les ouvriers jamais les Présidents... ») et finissent par une invitation à lire La Cause du peuple (plus par provocation que par communauté de vue politique).
Pour Serge Dillaz, Ferré « [dynamite] la forme traditionnelle de la chanson, il bouscule allègrement la sacro-sainte règle des rimes, des couplets et des refrains dans un ensemble assez extraordinaire ressemblant à un récitatif musical, à un collage d'extraits de presse ou tout bonnement à une lecture de journal faite sur scène ... »

## Enregistrement

### Musiciens
- Zoo :
  - André Hervé : orgue électrique
  - Michel Ripoche : saxophone
  - Daniel Carlet : saxophone
  - Michel Hervé : basse
  - Christian Devaux : batterie

### Production
- Prise de son : Claude Achalle
- Production exécutive : Richard Marsan

## Reprises
Jean-Luc Godard insère Le Conditionnel de variétés dans le film Numéro deux sorti en 1975 et dans Le Rapport Darty sorti en 1989. Cette chanson a été interprétée par Philippe Léotard, Marcel Kanche, Eiffel et LetZeLéo entre autres, cf. Liste des interprètes de Léo Ferré.